# Герцог, Освальд
Освальд Герцог (нем. Oswald Herzog, * 14 марта 1881 г. Хойнув, Нижняя Силезия, Германская империя, ныне в Польше; † 10 мая 1946 г. Теплице, Чехословакия) - немецкий скульптор, художник, график, теоретик искусства. 

## Жизнь и творчество
Освальд Герцог получил школьное образование в Легнице, в возрасте 14 лет поступает в обучение в скульптурную мастерскую, где практиковался в течение трёх лет. Позднее разработал свою собственную концепцию искусства, с упором на близкие ему правила экспрессионизма и кубизма. Для своих произведений он вводит особый термин - «абстрактный экспрессионизм». Фигуративные и экспрессионистские работы О.Герцога ближе к кубистским произведениям таких мастеров скульптуры, как Рудольф Беллинг, Александр Архипенко и Уильям Вауэр. Поверхности его пластики почти всегда гладкие и покрыты патиной. 
Освальд Герцог был членом основанного в Берлине художественного объединения «Ноябрьская группа» и участвовал в организованной в 1927 году Большой берлинской художественной выставке. С приходом к власти в Германии национал-социалистов работы скульптора были объявлены принадлежавшими к т.н. «дегенеративному искусству» и в 1937 году выставлены на проходившей в Мюнхене выставке этих произведений. Отдельные работы О.Герцога были показаны на проходившей в 1988 году экспозиции Лос-анджелесского музея искусств «Немецкие экспрессионисты, 1915-1929 годы. Второе поколение» (German Expressionists, 1915–1929: The Second Generation' einige seiner Skulpturen.)

## Скульптуры (избранное)
- Сбежавшие (Entfliehen), ок. 1920
- Женщина, стоящая на коленях (Kniende Frau), ок. 1920
- Боль (Schmerz), ок. 1922
- Фуриозо (Furioso), 1918-1919
- Нимфа (Nymphe).

## Сочинения
- Oswald Herzog: Plastik, Sinfonie des Lebens, mit einem Vorwort von Bruno W. Reimann, Buch- u. Kunstheim K. & E. Twardy, Berlin 1921
- Oswald, Herzog: Zeit und Raum. Das Absolute in Kunst und Natur,  J. J. Otten,  N68 .H4, Berlin-Frohnau, 1928
- Oswald Herzog: Stilistische entwicklung der bildenden Künste, eine einführung in das wesen der Kunst, Berlin, C. Hause, 1912

## Галерея

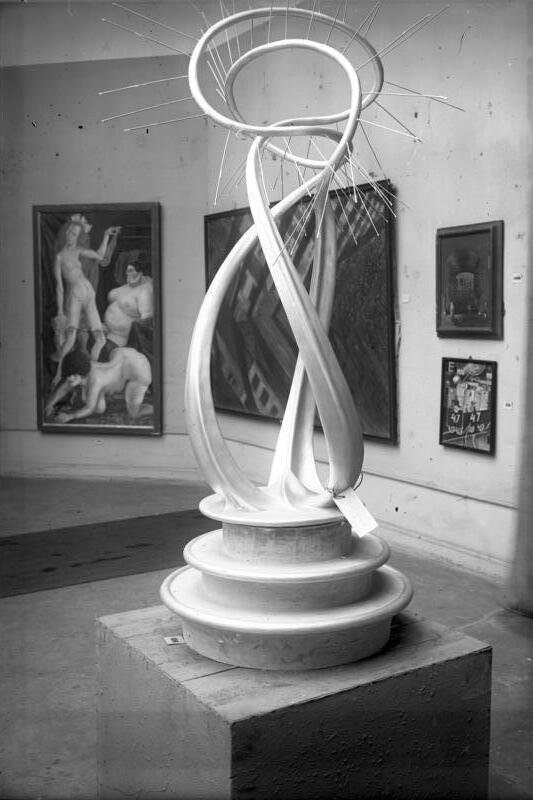
Скульптуры Освальда Герцога на Большой художественной выставке в Берлине (1927 год)
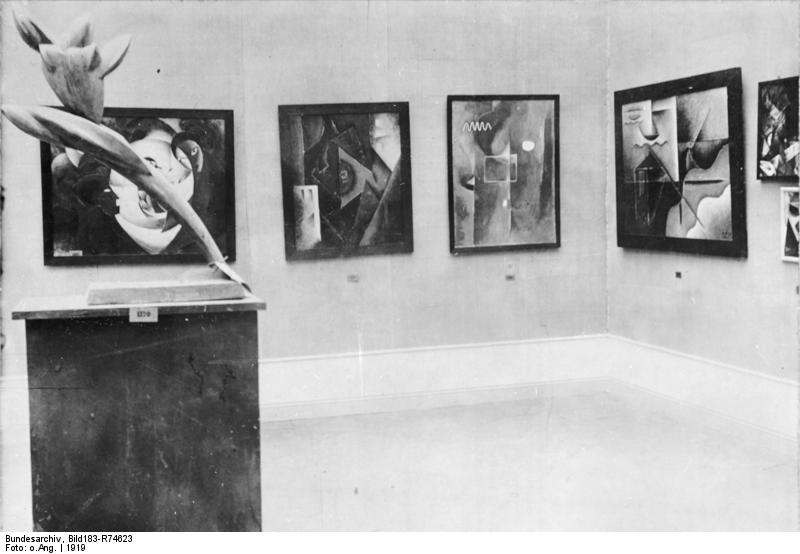
Скульптуры Освальда Герцога на Большой художественной выставке в Берлине (1927 год)

## Дополнения
- Фотография Освальда Герцога на Getty Images:
- Mutual Art / Oswald Herzog
- Los Angeles County Museum, Los Angeles, USA
- Графика О.Герцога
- Собрание пластики Освальда Герцога на artnet.com